# Estación Ramón M. Castro
Ramón M. Castro es una estación de ferrocarril ubicada en la localidad homónima en el Departamento Zapala, Provincia del Neuquén, Argentina.

## Historia
La estación fue inaugurada el 21 de octubre de 1937.
Pertenece al Ferrocarril General Roca en su ramal entre Bahía Blanca y Zapala.
No presta servicios de pasajeros desde 1993, sin embargo por sus vías corren trenes de carga, a cargo de la empresa Ferrosur Roca.

## Ubicación
Se accede desde la Ruta Nacional 22